# Luigj Bumçi
Luigj Bumçi (ur. 6 listopada 1872 w Szkodrze, zm. 1 marca 1945 we wsi Kallmet) – albański duchowny katolicki i polityk, biskup, ordynariusz diecezji Lezha.

## Życiorys
Pochodził z rodziny kupieckiej ze Szkodry, był synem Gjona Bumçiego i siostrzeńcem Pashko Vasy. Po ukończeniu szkoły handlowej pracował jako kupiec. W wieku dwudziestu lat wstąpił do seminarium katolickiego w Szkodrze, a następnie wyjechał do Rzymu, gdzie ukończył studia z zakresu filozofii i teologii, a 3 maja 1903 został wyświęcony na księdza.
Po święceniach pracował w parafiach Shkrel, Pentar i Juban, a następnie został przeniesiony do Szkodry. 18 września 1911 otrzymał sakrę biskupią, a 10 grudnia tego samego roku został ordynariuszem diecezji Lezha, jego rezydencja mieściła się w Kallmecie. W 1911 miał zabiegać w Wiedniu o podjęcie przez Austro-Węgry interwencji w Albanii wobec naruszania przez władze osmańskie praw ludności katolickiej.

## Działalność niepodległościowa
W czerwcu 1914 wspólnie z Prenkiem Bib Dodą dowodził oddziałem Mirdytów, którzy dotarli do Durrësu, aby wspierać władcę Albanii Wilhelma Wieda. Związany z albańskim ruchem narodowym, w grudniu 1918 wszedł w skład rządu tymczasowego, tworzonego w Durrësie, jako minister bez teki. W czasie obrad konferencji pokojowej w Paryżu przewodniczył delegacji albańskiej, zastępując premiera Turhana Paszę Permetiego. W jednym ze swoich przemówień oświadczył, że w Albanii nie ma konfliktów między katolikami a muzułmanami, a obie te społeczności utrzymują braterskie relacje. Wracając z Paryża odwiedził Rzym i spotkał się z papieżem Benedyktem XV, z którym rozmawiał o kwestiach albańskich. 15 grudnia 1919 w czasie rozmów z ministrem spraw zagranicznych Włoch Vittorio Scialoją, zaproponował, aby tron Albanii objął jeden z włoskich książąt. W późniejszym okresie Bumçi skłaniał się ku zacieśnieniu współpracy ze Stanami Zjednoczonymi.

## Kariera polityczna
W styczniu 1920 wziął udział w obradach kongresu działaczy narodowych, który zebrał się w Lushnji i miał reaktywować państwo albańskie. Tam też otrzymał stanowisko regenta w nowo utworzonej Radzie Regencyjnej, złożonej z przedstawicieli największych wspólnot wyznaniowych. Działalność polityczna Bumçiego wywołała zaniepokojenie Stolicy Apostolskiej, nakazano mu wycofać się z działalności politycznej i skupić na sprawach diecezji. Mimo zakazu Bumçi czynnie poparł spiskowców, którzy w grudniu 1921 obalili rząd Pandeliego Evangjeliego. W grudniu 1922 został pozbawiony stanowiska w Radzie Regencyjnej przez Ahmeda Zogu i zmuszony do wyjazdu z kraju. W tym czasie jego rezydencja biskupia została zniszczona przez Mirdytów. W 1924 powrócił do kraju i do obowiązków duszpasterskich.

## Ostatnie lata życia
W czasie włoskiej okupacji Albanii starał się kształtować nastroje pro-włoskie wśród katolików w północnej części kraju. W 1943 został pozbawiony godności ordynariusza i otrzymał godność tytularnego biskupa Cantanus. Schwytany przez partyzantów komunistycznych został przez nich skatowany i zmarł kilka dni później w rezydencji biskupiej w Kallmecie. Pochowany w kościele w Kallmecie.